# 阿爾派恩 (科羅拉多州鬼鎮)
阿爾派恩（英語：Alpine）是位於美國科羅拉多州查菲縣的一個非建制地區。該地的面積和人口皆未知。

## 地理
阿爾派恩的座標為38°42′45″N 106°17′11″W / 38.71250°N 106.28639°W，而該地的平均海拔高度為1666米（即5467英尺）。